# Omalium exiguum
Omalium exiguum är en skalbaggsart som beskrevs av Leonard Gyllenhaal 1810. Omalium exiguum ingår i släktet Omalium, och familjen kortvingar. Enligt den finländska rödlistan är arten nära hotad i Finland. Arten är reproducerande i Sverige. Artens livsmiljö är parker, gårdsplaner och trädgårdar.